# Bombardeo del Chorín
El bombardeo de la casa del Chorín (Oviedo) fue un suceso acaecido durante septiembre de 1936, en los primeros compases de la guerra civil española, en Asturias. La tragedia se produjo cuando un número indeterminado de civiles resultaron muertos y heridos por la explosión de una bomba lanzada por el Ejército Republicano, que tenía como objetivo principal el cercano cuartel de Santa Clara de la ciudad ovetense.

## Historia
El 10 de septiembre de 1936, al menos 150 civiles se refugiaron en el edificio del Chorín tras oír los avisos de la llegada de la aviación republicana durante el llamado sitio de Oviedo. El edificio era de reciente construcción y se consideró un lugar seguro. Por mala suerte, una bomba cayó en el patio trasero y al hacer explosión mató o hirió a las personas que allí se encontraban, especialmente niños y mujeres. El número de víctimas varía según la fuente: "unos 120" muertos, "casi 80 muertos y 40 heridos" o "cientos de muertos".
A día de hoy se desconoce dónde se encuentran con exactitud la mayor parte de los cuerpos rescatados de los escombros.
El edificio fue reconstruido y se encuentra en la calle Caveda de la capital asturiana. 